# Joseph Bottoms
Joseph Bottoms (ur. 22 kwietnia 1954 w Santa Barbara, w stanie Kalifornia) – amerykański aktor teatralny, telewizyjny i filmowy.

## Życiorys

### Wczesne lata
Urodził się jako drugi z czterech synów nauczyciela sztuki Jamesa „Buda” Bottomsa i Betty (z domu Chapman) Bottoms. Wychowywał się wraz z trzema braćmi: starszym Timothy'm (ur. 30 sierpnia 1951) oraz dwoma młodszymi Samuelem (ur. 17 października 1955, zm. 16 grudnia 2008) i Benjaminem (ur. 3 grudnia 1960).

### Kariera
Swoją karierę aktorską zapoczątkował występem w telewizyjnych dramatach; ABC Zmartwienie przybywa dla miasta (Trouble Comes to Town, 1973) u boku Lloyda Bridgesa, PBS Winesburg, Ohio (1973) z udziałem jego brata Timothy’ego i ABC Nieślubny ojciec (Unwed Father, 1974). Zadebiutował na dużym ekranie rolą szesnastoletniego Robina Lee Grahama, który wyruszył w rejs dookoła świata w opartym na faktach dramacie Gołąb (The Dove, 1974), za którą został uhonorowany nagrodą Złotego Globu.
Następnie zagrał w czarnej komedii As z rękawa (Ace Up My Sleeve, 1976) u boku Omara Sharifa, komedii kryminalnej Rozrzutny (High Rolling, 1977) z Wendy Hughes, Judy Davis i Christine Amor, miniserialu NBC Holocaust (1978) z Meryl Streep jako żydowski wojownik Rudi Weiss, filmie fantasy Czarna dziura (The Black Hole, [1979) u boku Anthony’ego Perkinsa i Ernesta Borgnine w roli porucznika Charlesa Pizera oraz dramacie Podniebny tancerz (Cloud Dancer, 1980) jako młody pilot Tom Loomis.
Debiutował na scenie Broadwayu jako Kenneth Talley Jr. w sztuce Urodzony czwartego lipca (Fifth of July, od 5 listopada 1980 do 24 czerwca 1982). Wystąpił potem w roli kierowcy rajdowego ryzykującego życiem, by zmierzyć się ze sobą i ze zdradliwymi zakrętami w dramacie Król Mulholland Drive (King of the Mountain, 1981) u boku Harry’ego Hamlina i operze mydlanej NBC Santa Barbara (1985-86) jako Kirk Cranston.

## Filmografia

### Filmy fabularne
- 1973: Zmartwienie przybywa dla miasta (Trouble Comes to Town, TV) jako Billy Keith
- 1973: Winesburg, Ohio (TV) jako George Willard
- 1974: Nieślubny ojciec (Unwed Father, TV) jako Peter
- 1974: Gołąb (The Dove) jako Robin Lee Graham
- 1976: As z rękawa (Crime and Passion/Ace Up My Sleeve) jako Larry
- 1977: Rozrzutny (High Rolling) jako Texas
- 1979: Czarna dziura (The Black Hole) jako porucznik Charles Pizer
- 1980: Podniebny tancerz (Cloud Dancer) jako Tom Loomis
- 1981: Król Mulholland Drive (King of the Mountain) jako Buddy
- 1981: Surfacing jako Joe
- 1983: Grzechy Doriana Graya (The Sins of Dorian Gray) jako Stuart Vane
- 1984: Po omacku (Blind Date) jako Jonathan Ratcliff
- 1988: Otwarty dom (Open House) jako dr David Kelley
- 1988: Urodzony rajdowiec (Born to Race) jako Al Pagura
- 1991: Wewnętrzne sanktuarium (Inner Sanctum) jako Baxter Reed
- 1992: Krawędź kłamców (Liar's Edge) jako Dave Kirkpatrick
- 1992: Treacherous Crossing jako Kenneth Gates
- 1997: Pogarda i uprzedzenie (Snide and Prejudice) jako terapeuta Himmler
- 1998: Joseph's Gift jako Simon Keller

### Seriale TV
- 1978: Holocaust jako Rudi Weiss
- 1985: Napisała: Morderstwo (Murder, She Wrote) jako Mickey Shannon
- 1985: Braker jako Eddie Kelso
- 1985-86: Santa Barbara jako Kirk Cranston
- 1991: Droga do Avonlea (Road to Avonlea) jako Edwin Clark
- 1991: Dni naszego życia (Days of Our Lives) jako Carl Winters 2
- 1992: Młodzi jeźdźcy (The Young Riders)
- 1997: Strażnik Teksasu (Walker, Texas Ranger) jako Tom Wilson
- 1998-99: System (The Net) jako Shawn Trelawney
- 1999: Portret zabójcy (Profiler) jako Bobby O’Hara
- 1999: V.I.P.

## Nagrody
- Złoty Glob Robin Lee Graham w dramacie Gołąb (The Dove, 1974)